# Anglars-Saint-Félix
Anglars-Saint-Félix é uma comuna francesa na região administrativa de Occitânia, no departamento de Aveyron. Estende-se por uma área de 22,22 km². Em 2010 a comuna tinha 872 habitantes (densidade: 39,2 hab./km²).